# Кочарян, Левон Суренович
Левон Суренович Кочарян (арм. Լևոն Քոչարյան, 22 января 1930 года, Тбилиси — 14 сентября 1970 года, Москва) — советский и армянский киноактёр, кинорежиссёр и сценарист.

## Биография
Сын артиста эстрады и чтеца Сурена Акимовича Кочаряна.
В 1955 году окончил юридический факультет МГУ.
Поработал в Московском уголовном розыске,
позже окончил Высшие операторские курсы и
стал на «Мосфильме» вторым режиссёром, начав с ассистента режиссёра у С. Герасимова в «Тихом Доне».
С 1957 года — режиссёр киностудии «Мосфильм». Поставил фильм «Один шанс из тысячи» (1968).
В середине 50-х Кочарян познакомился со студенткой Щукинского театрального училища Инной Крижевской, которая жила в доме № 15 на Большом Каретном, и скоро навсегда переехал к ней в трёхкомнатную квартиру. В 1963 году у них родилась дочь Оля.
Кочарян дружил с Эдмондом Кеосаяном, Андреем Тарковским, Василием Шукшиным, писателем Артуром Макаровым, режиссером и сценаристом Владимиром Акимовым и многими другими. Был старшим другом Владимира Высоцкого, который, по собственному признанию, проживал полтора года в квартире Кочаряна.
«Влияние Лёвы на Володю, да и не только на него, на всех нас и ещё на многих и многих было огромно, его нельзя переоценить», — вспоминал Артур Макаров. Именно по предложению Кочаряна на его «Днепре-10» были сделаны первые записи Высоцкого. Высоцкого снимали в фильмах, в которых работал Кочарян[каких?].
Кочарян был организатором и душой знаменитой «компании на Большом Каретном», которая так много значила в жизни Владимира Высоцкого (его песня «На Большом Каретном…» посвящена Кочаряну).
Кочарян был многогранно одарён. По определению М. Туманишвили, «Лёва — человек громадной эрудиции и сильного концентрирующего начала». Он превосходно знал литературу, кинематограф, музыку, на съёмках водил танки, показывал изумительные фокусы.
В конце 1968 — начале 1969 года Кочарян заболел раком кожи. Несколько раз лежал в больнице, ему сделали операцию. 14 сентября 1970 года Кочарян скончался.
Левон Кочарян похоронен 16 сентября 1970 года на 9-м участке Введенского кладбища Москвы.

## Фильмография

### Актёр
- 1968 — Один шанс из тысячи (в титрах не указан)
- 1970 — Корона Российской империи, или Снова неуловимые — эпизод

### Режиссёр
- 1968 — Один шанс из тысячи

### Сценарист
- 1968 — Один шанс из тысячи

### Второй режиссёр
- 1966 — Неуловимые мстители